# 2023 en bande dessinée
| Années de la bande dessinée : 2020 - 2021 - 2022 - 2023 - 2024 - 2025 - 2026    |
| Décennies de la bande dessinée : 1990 - 2000 - 2010 - 2020 - 2030 - 2040 - 2050 |

Cet article présente les faits marquants de l'année 2023 en bande dessinée.

## Événements
- Festival d'Angoulême 2023, du 26 au 29 janvier.

### Prix et récompenses
- Prix BD Fnac France Inter : Perpendiculaire au soleil de Valentine Cuny-Le Callet
- Prix Tournesol : Immonde d'Elizabeth Holleville
- Grand prix de la ville d'Angoulême, désigné par un vote des auteurs : Riad Sattouf
- Fauve d'or : prix du meilleur album : La Couleur des choses de Martin Panchaud

## Meilleures ventes en France
1. Astérix tome 40 : L'Iris blanc par Fabcaro et Didier Conrad chez Éditions Albert-René : 1 614 000 exemplaires
2. Gaston : Le Retour de Lagaffe par Delaf chez Dupuis : 498 000 exemplaires
3. Le Monde sans fin par Christophe Blain et Jean-Marc Jancovici chez Dargaud : 233 000 exemplaires
4. Mortelle Adèle tome 20 : J'apocalypse grave ! par Mr Tan et Diane Le Feyer chez Mr Tan & Co : 232 000 exemplaires
5. One Piece tome 104 par Eiichirō Oda  chez Glénat : 212 000 exemplaires
6. One Piece tome 1 par Eiichirō Oda  chez Glénat : 204 000 exemplaires
7. One Piece tome 105 par Eiichirō Oda  chez Glénat : 185 000 exemplaires
8. One Piece tome 2 par Eiichirō Oda  chez Glénat : 167 000 exemplaires
9. Elles  par Kid Toussaint et Aveline Stokart chez Le Lombard : 156 000 exemplaires
10. Mortelle Adèle tome 1 : Tout ça finira mal par Mr Tan et Miss Prickly chez Tourbillon: 156 000 exemplaires

Source : GFK

## Nouveaux albums

### Franco-belge
| Sortie       | Titre                                                  | Scénariste                       | Dessinateur                           | Coloriste                        | Éditeur                    |
| ------------ | ------------------------------------------------------ | -------------------------------- | ------------------------------------- | -------------------------------- | -------------------------- |
| 4 janvier    | Révolution - égalité livre 1                           | Younn Locard et Florent Grouazel | Younn Locard et Florent Grouazel      | Younn Locard et Florent Grouazel | Actes Sud - L'an 2         |
| 27 janvier   | Aro Satoe - Théodore Poussin t.14                      | Frank Le Gall                    | Frank Le Gall                         | Frank Le Gall                    | Dupuis                     |
| 27 janvier   | Jumelle                                                | Florence Dupré la Tour           | Florence Dupré la Tour                | Florence Dupré la Tour           | Dargaud                    |
| 3 février    | Adieu Aaricia - Saga Thorgal                           | Robin Recht                      | Robin Recht                           | Gaétan Georges                   | Le Lombard                 |
| 8 mars       | Il était une fois en Jamaïque                          | Loulou Dédola                    | Luca Ferrara & Gloria Martinelli      |                                  | Futuropolis                |
| 24 mars      | La Flèche Ardente                                      | Jean Van Hamme                   | Christian Cailleaux, Etienne Schréder |                                  | Éditions Blake et Mortimer |
| 5 mai        | Qui est ce schtroumpf ? - Une aventure des Schtroumpfs | Tébo                             | Tébo                                  | Tébo                             | Le Lombard                 |
| 13 septembre | Saint-Elme t. 4 L'Œil dans le dos                      | Serge Lehman                     | Frederik Peeters                      | Frederik Peeters                 | Delcourt                   |

### Comics
| Sortie     | Titre                                 | Scénariste        | Dessinateur             | Coloriste | Éditeur      |
| ---------- | ------------------------------------- | ----------------- | ----------------------- | --------- | ------------ |
| 6 janvier  | Batman Superman World’s Finest (T. 1) | Mark Waid         | Dan Mora                |           | Urban Comics |
| 6 janvier  | Dark Crisis On Infinite Earths (T. 1) | Joshua Williamson | Daniel Sampere          |           | Urban Comics |
| 13 janvier | Batman Chronicles – 1988 (T. 1)       | Collectif         | Collectif               | Collectif | Urban Comics |
| 27 janvier | Sandman – Nightmare Country (T. 1)    | James Tynion IV   | Lissandro Estherren     |           | Urban Comics |
| 3 février  | The Nice House On The Lake (T. 1)     | James Tynion IV   | Martinez Alvaro         |           | Urban Comics |
| 10 février | Catwoman Lonely City                  | Cliff Chiang      | Cliff Chiang            |           | Urban Comics |
| 24 février | Batman – The Knight                   | Chip Zdarsky      | Carmine Di Giandomenico |           | Urban Comics |
| 24 février | Batman Dark City (T. 1)               | Chip Zdarsky      | Jorge Jimenez           |           | Urban Comics |
| 24 février | Newburn (T. 1)                        | Chip Zdarsky      | Jacob Phillips          |           | Urban Comics |
| 24 février | Suicide Squad : Blaze                 | Si Spurrier       | Aaron Campbell          |           | Urban Comics |
| 17 mars    | Batman – One Bad Day : Le Sphinx      | Tom King          | Mitch Gerads            |           | Urban Comics |

## Décès
- janvier : Lee Moder, artiste de comics américain[2],[3].
- 5 février : Chris Browne, auteur de comic strip américain né en 1952 ;
- 7 février : Jo-El Azara, auteur belge né en 1937 ;
- 13 février : Leiji Matsumoto, dessinateur japonais de manga et anime né en 1938 ;
- 22 février : 
  - Thierry Cailleteau, scénariste français né en 1959 ;
  - Georges Grammat, auteur de bandes dessinées et de dessins humoristiques français, né en 1930 ;
- 4 mars : Nadjib Berber, caricaturiste et auteur de bande dessinée algérien, né en 1952[4];
- 11 mars : Bill Tidy, auteur de bandes dessinées britannique, né en 1933 ;
- 21 mars : Joe Giella, auteur de bandes dessinées américain, né en 1928 ;
- 10 avril : Al Jaffee, artiste de comic book américain ;
- 17 mai : Jean-Louis Pesch, auteur français, créateur des Aventures de Sylvain et Sylvette, né en 1928 ;
- 12 juin : John Romita Sr., dessinateur de comics américain, né en 1930 ;
- 15 juillet : Francisco Ibáñez, auteur espagnol né en 1936 ;
- 3 août : Philippe Petit-Roulet, illustrateur et auteur français né en 1953 ;
- 18 septembre : Joe Matt, auteur américain né en 1963 ;
- 6 octobre : Sidney, dessinateur belge né en 1932 ;
- 9 octobre : Keith Giffen, scénariste et dessinateur de comics américain né en 1952 ;
- 17 novembre : Bob de Groot, scénariste de bande dessinée belge né en 1941 ;
- 5 décembre : Claude Vistel, directrice de la publication des Éditions Lug qui a fait découvrir les comics Marvel en France[5].